# Rio Imabu
Rio Imabu är ett vattendrag i Brasilien.   Det ligger i delstaten Pará, i den norra delen av landet, 2 000 km nordväst om huvudstaden Brasília.
I omgivningarna runt Rio Imabu växer i huvudsak städsegrön lövskog. Trakten runt Rio Imabu är nära nog obefolkad, med mindre än två invånare per kvadratkilometer.